# Терминон дел'Олмо (Верона)
Терминон дел'Олмо је насеље у Италији у округу Верона, региону Венето.
Према процени из 2011. у насељу је живело 39 становника. Насеље се налази на надморској висини од 51 м.